# Laura Blakeman
Laura Blakeman, född den 25 april 1979 i Stoke-on-Trent, Storbritannien, är en brittisk kanotist.
Hon tog VM-guld i K-1 lag i slalom 2009 i La Seu d'Urgell.